# قله کلاه‌قاضی

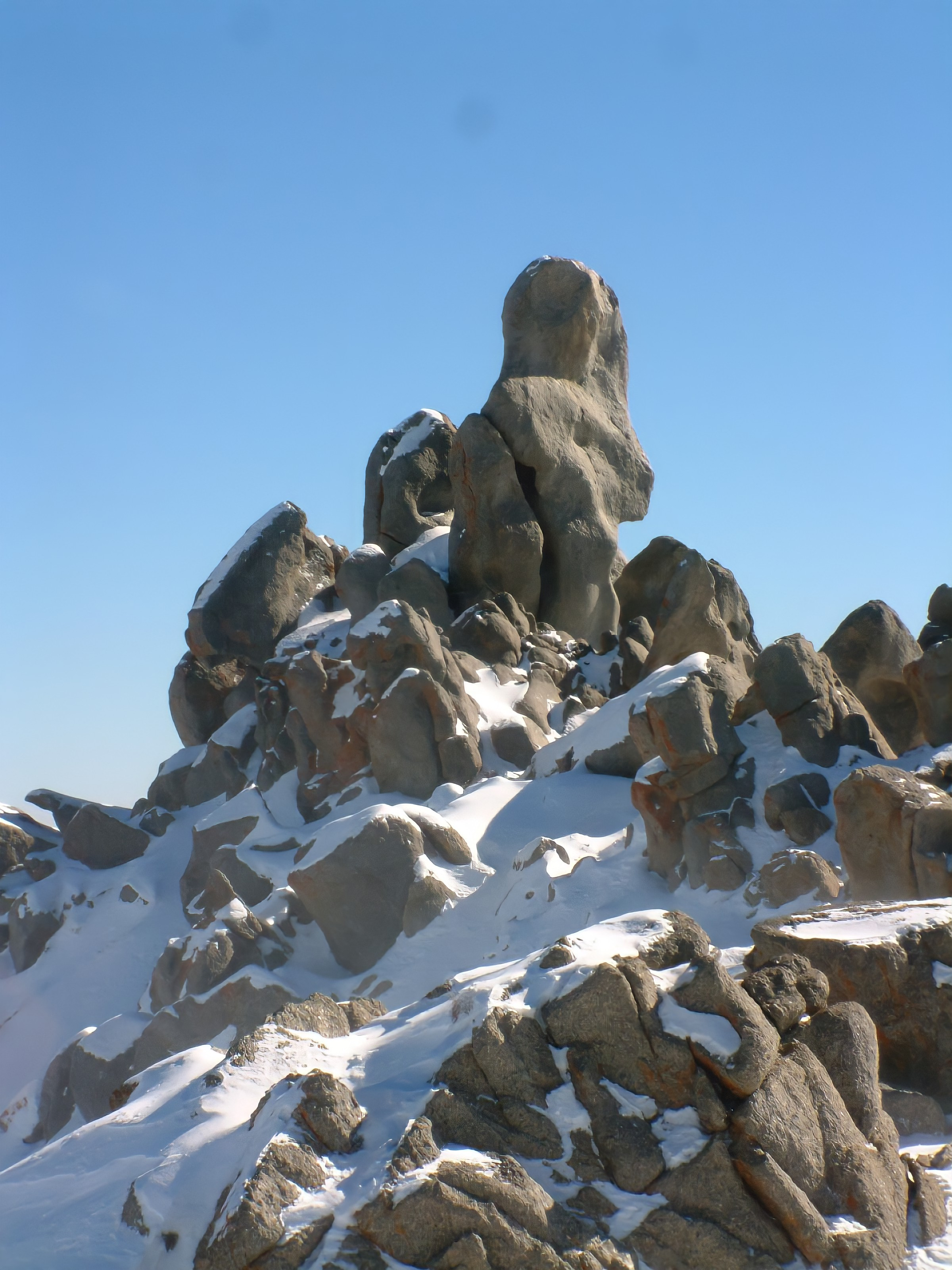

قلهٔ کلاه‌قاضی یکی از قله‌های واقع در کوهستان الوند است و۳۵۰۰ متر ارتفاع دارد. این قله سومین قله مرتفع کوهستان الوند است. در ادامهٔ رشته کوه الوند به سمت جنوب شرقی و بعد از قله یخچال‌صاحب، قلهٔ کلاه‌قاضی در فاصلهٔ ۹ کیلومتری جنوب غربی روستای سنگی ورکانه قرار دارد. این قله در حوزه شهرستان همدان قرار دارد و دامنه های شمالی آن پر برف و خوش آب و هوا است. علت نامگذاری این قله، به علت شباهت آن به کلاه قاضی های دوره عباسی است. راه صعود به این قله پس گذر از روستای چشین، ابرو و سیمین همدان است که به ییلاق عرب خان و مسیر صعود به قله منتهی می شود.
دیگر راه صعود به این قله از طریق  شهر تویسرکان ، به سمت پناهگاه الغدیر است .اگر تمایل سعود به قله کلاه قاضی را دارید از روستای ارزانفود سمت شرقی قله هم گزینه مناسبی میباشد .با سعود به قله کلاه قاضی میتوانید از پوشش گیاهی منحصر به فردی که خواص دارویی بسیاری دارند استفاده کنید 

## منبع
- ناصر، پروین (۱۳۸۲)، سیمای میراث فرهنگی همدان، تهران: سازمان میراث فرهنگی کشور، شابک ۹۶۴-۷۴۸۳-۶۸-۶